# 源行国
源 行国（みなもと の ゆきくに）は、平安時代後期の武将。摂津源氏（多田源氏）源明国の長男。号に「多田蔵人大夫」。

## 略歴
多田源氏の嫡流源明国の長男であるが、父が出世の過程で突然の配流となったために、まだ若年でありながら多田荘を継承したものと思われる。行国も父祖に同じく摂関家に仕えたが、その行動について記した史料は乏しく、明国の配流の影響で多田源氏が勢力を衰微させていたことが窺われる。
そうした中でも、仁平2年（1152年）、藤原頼長の依頼により、殺人を犯した興福寺の僧道継を多田荘の内部に匿ったことが『台記』に記されており、当時藤氏長者として権勢を強めていた頼長の腹心として行動していたことが推察されている。
翌仁平3年に死去。『尊卑分脈』には享年72とある。